# Tiefschwarz
Tiefschwarz (nero intenso) è un duo musicale di Stoccarda composto dai fratelli Alexander "Ali" (7 giugno 1967) e Sebastian "Basti" (28 dicembre 1969) Schwarz.

## Storia del gruppo
I due fratelli iniziarono la carriera come disc jockey negli anni ottanta per poi dare inizio al progetto electro-house Tiefschwarz nel 1996.
Fondarono la Continuemusics label tra il 1996 e il 1997.
Nel 1999 la casa di produzione di François Kevorkian, la Wave Music, incluse in una selecta di François K il loro pezzo "Music".
Il loro primo album fu poi commercializzato nel 2001 con il titolo RAL9005 per la Classic Records.
Tra i molti remix realizzati i principali sono quelli per Madonna (Get Together), Missy Elliott (Teary Eyed), i Depeche Mode (John the Revelator), Byron Stingily, i MAW, Jennifer Paige e Mousse T.

## Discografia
- 1997 - 24 Seven (12") - Continuemusics
- 1997 - 24 Seven (Boris D'Lugosch mixes) (12") Continuemusics
- 1999 - Music (12" & CD) - Benztown
- 1999 - Music (2x12") - Wave Music
- 2000 - Boogie Wonderland 2K (12" & CD) - Dance Division
- 2000 - Holy Music (12") - Benztown
- 2000 - I'll Be Around (12") - Deep Culture
- 2000 - I'll Be Around (CD) - WEA Records (Germany)
- 2000 - Music (Promo) (12") - Attic Records
- 2001 - Never (12" & CD) - Four Music
- 2001 - No More Trouble (12" & CD) - Four Music
- 2001 - RAL9005 (3X12" & CD) - Four Music
- 2001 - Thru A Little Window (12") - Classic Recordings
- 2001 - You (12") - Four Music
- 2002 - Hello Again (12") - Classic Recordings
- 2002 - Never (12" & CD) - Classic Recordings
- 2002 - Never (Remixes) (12") - Classic Recordings
- 2002 - Nix (12" & CD) - Four Music
- 2002 - RAL9005 (3x12" & CD) - Classic Recordings
- 2003 - Ghostrack (12") - Four Music
- 2003 - Nix (12") - Classic Recordings
- 2004 - Blow (12") - International Deejay Gigolo Records
- 2005 - Eat Books (2x12" & CD) - Fine
- 2005 - Issst (12" & CD) - Four Music
- 2005 - Issst (Dominik Eulberg remix) - Four Music/Fine
- 2005 - Issst (Nathan Fake remix)
- 2005 - Wait & See (2x12" & CD) - Four Music/Fine
- 2005 - Warning Siren (2x12") - Four Music/Fine
- 2006 - Damage (12" & CD) - Fine
- 2006 - Fly (12") - Four Music
- 2007 - Original (12" & Download) - Souvenir Recordings
- 2007 - 10 Years Of Blackmusik (2xCD) - Souvenir Recordings

## Remix
- 1996 Ultra Naté - Free
- 1997 DPD feat. Rose Windross - Sign Your Name
- 1998 Joi Cardwell - Soul to Bare
- 1998 Jam & Spoon - Don't Call It Love
- 1998 Mousse T. vs. Hot 'N' Juicy - Horny
- 1998 Jennifer Paige - Crush
- 1998 Spike - Respect
- 1998 Byron Stingily - Testify
- 1998 Suburban Soul - Lovin' You
- 1998 Ultra Naté - New Kind of Medicine
- 1999 Darryl D'Bonneau - Let There Be a Way
- 1999 Masters At Work feat. La India - To Be in Love
- 1999 RAH Band - Clouds Across the Moon
- 2000 Awa Band - Timba
- 2000 Danacee - Stop
- 2000 Loreta - Trouble with Boys (Loreta Is High, Part 1 and Part 2)
- 2000 Nosotros feat. Raúl Paz - Contigo
- 2000 Rapsody feat. MC Lyte & Danacee & Khaled - Time for a Change
- 2000 Spike - Never Gonna Give You Up
- 2001 Rick Astley - Sleeping
- 2001 2raumwohnung - Sexy Girl
- 2001 Bougie Soliterre - Besides You
- 2001 Mundo Azul - Sereia
- 2001 Sharon Phillips - Touch Me
- 2001 Shakatak - Down on the Street
- 2001 Weekend Players - Into the Sun
- 2001 Whirlpool Productions - Lifechange
- 2002 Cassius - The Sound of Violence
- 2002 Jon Cutler - It's Yours
- 2002 Jollymusic - Talco Uno
- 2002 Groove Armada - Think Twice...
- 2002 M.A.N.D.Y. & The Sunsetpeople - Sunsetpeople
- 2002 Y-Files - The Sky Is High
- 2003 Chicks on Speed - We Don't Play Guitars
- 2003 Freaks - Where Were You When The Lights Went Out?
- 2003 Isolée - Brazil.com
- 2003 Lost 'N' Alive - Feels Like Love
- 2003 Matsai - He Boomah
- 2003 Micatone - Plastic Bags & Magazines
- 2003 Minimal Compact - Next One Is Real
- 2003 Mocky - Mickey Mouse Muthafuckers
- 2003 The Rapture - Sister Saviour
- 2003 Trüby Trio - Universal Love
- 2003 Turntablerocker - Rings
- 2004 Air Liquide feat. Khan - So Much Love
- 2004 And.Ypsilon - The Sky Is High
- 2004 Djtal - Digital World
- 2004 Hell - Listen to the Hiss
- 2004 Kelis - Trill Me
- 2004 Lopazz - Blood
- 2004 Phonique feat. Die Elfen - The Red Dress
- 2004 Spektrum - Kinda New
- 2004 Unit 4 - Bodydub
- 2005 Alter Ego - Beat the Bush
- 2005 Chikinki - Something More
- 2005 Missy Elliott - Teary Eyed
- 2005 Fischerspooner - A Kick in the Teeth
- 2005 Freeform Five - Electromagnetic
- 2005 Goldfrapp - Ooh La La
- 2006 Depeche Mode - John the Revelator
- 2006 Ichundu - Hey
- 2006 Madonna - Get Together